# 2MASS J04090950+2104393
2MASS J04090950+2104393 ist ein Brauner Zwerg im Sternbild Stier. Er wurde 2000 von J. Davy Kirkpatrick et al. entdeckt. Er gehört der Spektralklasse L3 an.